# إيمي ياسبيك
إيمي ياسبيك (بالإنجليزية: Amy Yasbeck)‏ ؛ إيمي يزبك وهي ممثلة أمريكية من أصول لبنانية / أيرلندية ، ولدت في 12 سبتمبر 1962 في الولايات المتحدة. بدأت مشوارها المهني سنة 1985.

## حياتها
وُلد إيمي يزبك في ضاحية بلو آش في سينسيناتي بولاية أوهايو ، ابنة ربة المنزل دوروثي لويز ماري، والجزار جون أنتوني يزبك (1921-1982) ، يعود أصول والدها من لبنان وأمها من إيرلندا. أمضت سنتها الابتدائية والثانوية في مدرستين كاثوليكيتين مختلفتين: مدرسة سوميت ديري وأكاديمية أورسلين، بعد أن فقدت والداها، والدها بنوبة قلبية وأمها من انتفاخ الرئة، انتقلت إلى مدينة نيويورك.

## أعمال

### أفلام
- (1990) امرأة جميلة[7][8]
- (1994) القناع[9]

### مسلسلات
- أجنحة
- الكاذبات الصغيرات الجميلات
- دالاس
- موردر
- مودرن فاميلي

## وصلات خارجية
- إيمي ياسبيك على موقع IMDb (الإنجليزية)
- إيمي ياسبيك على موقع ميتاكريتيك (الإنجليزية)
- إيمي ياسبيك على موقع ألو سيني (الفرنسية)
- إيمي ياسبيك على موقع تيرنر كلاسيك موفيز (الإنجليزية)
- إيمي ياسبيك على موقع أول موفي (الإنجليزية)
- إيمي ياسبيك على موقع قاعدة بيانات الأفلام السويدية (السويدية)
- إيمي ياسبيك على موقع إن إن دي بي (الإنجليزية)
- إيمي ياسبيك على موقع قاعدة بيانات الفيلم (الإنجليزية)
- إيمي ياسبيك على موقع كينوبويسك (الروسية)